# Buchen-Sichelflügler

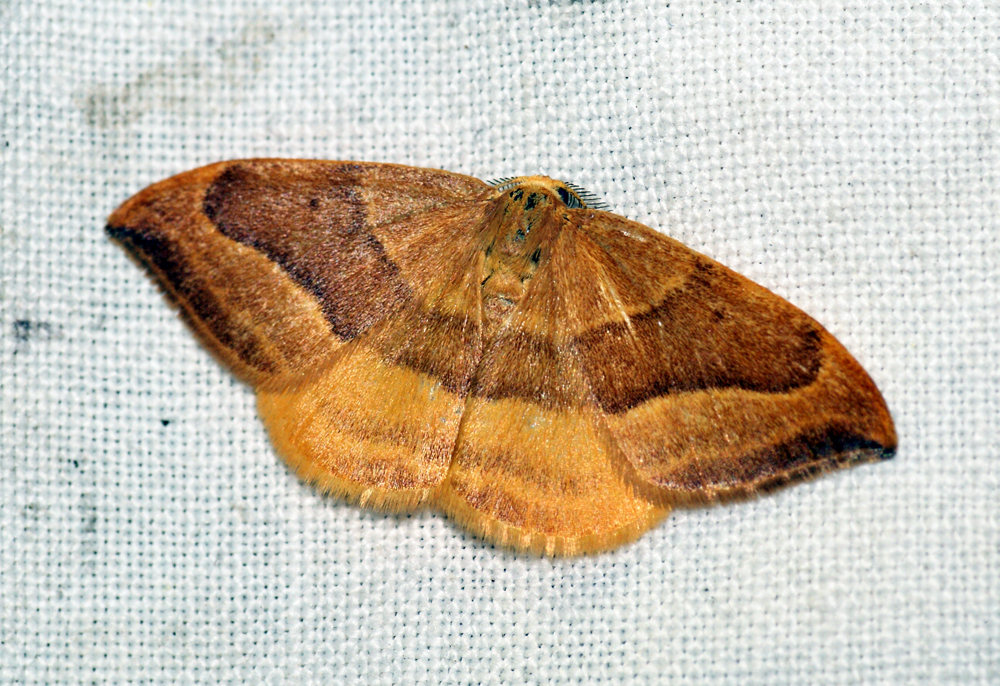
Buchen-Sichelflügler mit ungewöhnlich kräftiger Zeichnung

Der Buchen-Sichelflügler (Watsonalla cultraria) ist ein Schmetterling aus der Familie der Eulenspinner und Sichelflügler (Drepanidae).

## Merkmale
Die Falter erreichen eine Flügelspannweite von 20 bis 28 Millimetern. Die Vorderflügel und auch die Hinterflügel sind gelbbraun. In der Mitte des Vorderflügels ist eine breite dunklere Querbinde sichtbar, die sich auf den Hinterflügeln fortsetzt. Darin ist gelegentlich ein dunkler Punkt sichtbar. Die Sicheln sind nur schwach ausgeprägt. Durch ihre kurzen Saugrüssel können sie Tautropfen und Baum- und Fruchtsäfte sitzend aufsaugen. 
Die Raupen sind braun und haben einen hellen Fleck auf dem Rücken. Ihr Hinterleibsende ist zu einem dünnen Spitz ausgezogen. 

### Ähnliche Arten
- Eichen-Sichelflügler (Watsonalla binaria)

## Vorkommen
Sie kommen in Mittel- und Südosteuropa, in den Norden bis Mittelengland, Dänemark, Südschweden und im Baltikum vor. Sie leben in Rotbuchenwäldern in kalkigen, hügeligen Gegenden aber auch in Laubmischwäldern mit Rotbuchenanteilen. Sie fliegen von Anfang Mai bis Anfang Juni und von Juli bis August.

## Lebensweise
Die Tiere sind nachtaktiv, die Männchen findet man aber auch am Tag, wo sie auf hohen Ästen sitzen. Sie leben in zwei Generationen pro Jahr. Sie lassen sich in der Nacht leicht durch Licht locken. Die Raupen fressen auf niedrigen Ästen und hinterlassen typische Frasspuren, bei denen sie die stärkeren Blattrippen nicht fressen. 

### Flug- und Raupenzeiten
Die Falter fliegen in zwei Generationen von Ende April bis Anfang Juni und von Anfang Juli bis August. Die Raupen aus den Eiern der ersten Generation findet man im September, die der zweiten von Juni bis Juli des darauffolgenden Jahres. In klimatisch ungünstigen Lagen entwickelt sich pro Jahr nur eine Generation von deutlich kleineren Faltern, die dann von Ende Mai bis Ende Juni fliegen.

### Nahrung der Raupen
Die monophagen Raupen fressen ausschließlich Blätter der Rotbuche (Fagus sylvatica).

## Entwicklung
Die Raupen verpuppen sich zwischen zusammengesponnenen Blättern in einem gelblichen Kokon und überwintern so am Boden in der Streuschicht als Puppe.